# Contrazy
Contrazy è un comune francese di 59 abitanti situato nel dipartimento dell'Ariège nella regione dell'Occitania.

## Monumenti e luoghi d'interesse
- Chiesa parrocchiale di San Biagio

## Società

### Evoluzione demografica
Abitanti censiti